# Đặng Tiến Vinh
Đặng Tiến Vinh (1562 – 1625) là một trọng thần thời Lê Trịnh, từng làm quan đến chức Đô đốc, Thái bảo, được ban tước Quận công.

## Cuộc đời
Đặng Tiến Vinh húy Nhân, tự Thế Vinh, sinh ngày 20 tháng 7 năm 1562 dưới thời vua Lê Anh Tông. Ông là con trai cả của Nghĩa Quốc công Đặng Huấn, danh tướng có công trong việc lập nên và củng cố chính quyền Lê Trịnh lúc bấy giờ và là thủy tổ của dòng họ Đặng ở Lương Xá. Mẹ ông là chính thất phu nhân Lê Ngọc Huyên, là con gái của Thái tể Thuần Quận công Lê Bá Đễ và là cháu nội của Thượng tễ Diễn Quốc công Lê Bá Ly. Ông có tất cả 8 chị em gái và 1 em trai cùng mẹ. Một trong số đó là Thái quốc Thái phi Đặng Thị Ngọc Dao (hay Ngọc Giao), thứ phi của Bình An vương Trịnh Tùng, mẹ ruột của Thanh vương Trịnh Tráng.
Ông từng được phong Bắc quân Hữu Đô đốc, ban tước Hà Quận công. Năm 1592, Mạc Mậu Hợp mưu giết tướng dưới quyền là Bùi Văn Khuê để cướp người vợ Nguyễn Thị Niên. Bùi Văn Khuê liền rút quân về Gia Viễn, lại sai con trai vào Thanh Hóa xin hàng vua Lê. Trịnh Tùng đồng ý, đích thân dẫn quân đến cứu Bùi Văn Khuê rồi theo đà tấn công nhà Mạc. Đặng Tiến Vinh được lệnh lưu giữ phủ An Trường và bảo vệ con thứ của chúa là thế tử Trịnh Tráng. Cũng trong năm này, Mạc Mậu Hợp bị giết, nhà Mạc thất thủ ở kinh đô, Thăng Long rơi vào tay chúa Trịnh. Trịnh Tùng lệnh xây dựng cung điện mới ở kinh đô, lại phái người đón vua Lê về kinh. Đặng Tiến Vinh tiếp tục được lệnh ở lại giữ phủ An Trường.
Năm 1625, Đặng Tiến Vinh qua đời, thọ 64 tuổi, được truy tặng hàm Tả tư không, thụy Trọng Uyên. Sắc phong của ông viết:
| “ | Sắc cho Kiệt tiết Tuyên lực Dương vũ Uy dũng Công thần Đặc tiến phụ quốc Thượng tướng quân Bắc quân Đô đốc phủ Tả Đô đốc Thự phủ sự Thái bảo Hà Quận công dòng dõi con nhà tướng, thân thích với nhà Vương, hết lòng trung vì nước, càng bền khi tiết đại thần, nối dõi nghiệp nhà, mãi mãi chung vui với nước. Trước đây công đã nêu cao, ngày nay càng thêm tước trật, đáng gia phong là Kiệt tiết Tuyên lực Dương vũ Uy dũng Công thần Đặc tiến Phụ quốc Thượng tướng quân Bắc quân Đô đốc phù Tả Đô đốc Chưởng phụ sự Thải bảo Tả Tư không Hà Quận công, ban thuỵ hiệu là Trọng Uyên Thượng Trụ quốc thượng trật. Nay sắc! | ” |

## Gia đình
- Chánh phu nhân: Đỗ Ngọc Đức (1565 – ?), thụy Thục Mỹ, được phong Đoan nhân. Bà sinh được 4 con trai và 2 con gái:[2]
  - Con trai:
    1. Đặng Thế Sức (1585 – ?), thụy Trung Chính, được ban tước Triều Quận công,[1] phong làm Trung quân Đô đốc phủ Tả Đô đốc, gia phong Thiếu phó Thái bảo. Ông mất sớm khi chưa có con.[16]
    2. Đặng Thế Tài (1592 – ?), được phong tước Doanh Quận công,[11] làm đến chức Phó tướng, Thái bảo, được tặng hàm Đại tư không.[17] Cưới quận chúa Trịnh Thị Ngọc Thác, con gái thứ 2 của Trịnh Tráng, được phong hiệu Công chúa.[18]
    3. Đặng Thế Khoa (1593 – 1655), được phong tước Liêm Quận công,[19] làm đến chức Đô đốc, Binh bộ Thượng thư, tặng hàm Thái bảo Thượng trụ quốc, truy tặng Thiếu phó, thụy Nhã Vọng, gia phong làm phúc thần.[20] Ông cưới quận chúa Trịnh Thị Ngọc Trân, con gái thứ 3 của Trịnh Tráng, em gái cùng mẹ của Phó tướng Khê Quận công Trịnh Trượng, được phong tặng Đoan Trang Công chúa.[21][22]
    4. Đặng Thế Khanh (1595 – ?), thụy Phúc Tri, được phong tước Khâm Quận công,[23] làm đến chức Đô đốc, Thái tể. Ông cưới quận chúa Trịnh Thị Ngọc Mai, con gái trưởng của Sùng Nghĩa vương Trịnh Kiều.[24]

  - Con gái:
    1. Đặng Thị Ngọc Phúc hay Trịnh Thị Ngọc Kỳ (1588 – ?), thụy Chân Minh, được chúa Trịnh Tráng nhận làm con nuôi và phong làm Quận chúa, ban cho họ Trịnh, sau gà cho Tả Trung quân doanh Phó đô tướng Thiếu uý Tư không Nghiêm Quận công.[25] Lúc sinh thời, bà nuôi Dĩnh Lộc hầu Đặng Thế Lãng – con trai Đặng Thế Khanh – làm con của mình.[24]
    2. Đặng Thị Xuân Dung (? – 1612), được tôn phong là Cao Quyền Công chúa, đến nay vẫn còn miếu thờ (tục gọi là điện vua bà) ở một số xã thuộc tổng Lương Xá. Đến thời Khải Định, bà được phong Trịnh Uyển tôn thần.[26]
- Thiếp: Nguyễn thị (1588 – ?), thụy Từ Huệ, sinh được 4 con trai:
  1. Đặng Đình Tông (1608 – 1644), được phong tước Điện Lộc hầu, làm đến chức Tham đốc.[26]
  2. Đặng Thế Thiêm (1612 – 1685), được phong tước Lan Xuyên hầu, làm đến chức Đô đốc.[27]
  3. Đặng Tiến Năng (1617 – 1668), thụy Trung Hà, được phong tước Tuấn Đằng hầu, làm đến chức Tham đốc. Ông cưới con gái của Thái tể Khê Quận công Trịnh Trượng – con trai thứ của Trịnh Tráng.
  4. Đặng Tiến Chúng, mất sớm không có con.